# Santiago Martínez
Santiago Martínez Restrepo (ur. 13 czerwca 1992) – kolumbijski zapaśnik startujący w stylu wolnym. Zajął 25 miejsce na mistrzostwach świata w 2018. Srebrny medalista mistrzostw panamerykańskich w 2019 i brązowy w 2018 roku.